# 王频 (棋手)
王频（1974年12月11日—），上海人，中国女子国际象棋棋手、女子特级大师。

## 生平
王频于1989年进入中国国家队。1991年，她在国际象棋女子世界冠军赛分区赛和区际赛中出线，进入世界八强。1992年，获女子特级大师称号。2002年，夺得全国国际象棋锦标赛女子冠军。此外，王频还代表中国队出征过四次女子国际象棋奥林匹克（1992年、1996年、1998年、2002年），获得1998年、2002年两届团体金牌。